# Ухват
Ухва́т, рога́ч — ручной инструмент для перемещения глиняных и чугунных горшков для еды, установки их в топку русской печи. Представляет собой металлическую рогатку, закреплённую на длинном черенке. Под каждый размер чугунка был свой ухват. Для перемещения самых больших и тяжёлых чугунков ухваты снабжались опорной скобой с двумя деревянными колёсиками на концах, или просто использовался деревянный валик, который подкладывался под ухват.

## Способы использования
Ф. Г. Солнцев вспоминал:

Наступил памятный 1812 год. Началась Отечественная война с Наполеоном. Хорошо помню: в эту тяжёлую годину набор в армию был особенно большой. В селе остались только женщины, старики да дети. Все, особенно женщины, держали наготове палки, ухваты и прочее, намереваясь с этим оружием встретить неприятеля. Но французы до нашего села не дошли. Только приезжала к нам русская конница.